# Hamiltonien en théorie des champs
Pour les articles homonymes, voir Hamiltonien.
En physique théorique, la théorie des champs hamiltoniens est analogue à la mécanique hamiltonienne classique, appliquée à la théorie des champs. C'est un formalisme de la théorie classique des champs qui se base sur la théorie lagrangienne des champs. Elle a également des applications dans la théorie quantique des champs.

## Définition
L'hamiltonien, pour un système de particules discrètes, est une fonction qui dépend de leurs coordonnées généralisées et de leurs moments conjugués, et éventuellement du temps. Pour les systèmes continus et les champs, la mécanique hamiltonienne n'est pas adaptée, mais peut être étendue en considérant un grand nombre de masses ponctuelles, et en prenant la limite continue, c'est-à-dire une infinité de particules formant un système continu ou un champ. Puisque chaque masse ponctuelle a un ou plusieurs degrés de liberté, la formulation du champ a une infinité de degrés de liberté.

### Un champ scalaire
La densité hamiltonienne est l'analogue continu pour les champs; c'est une fonction qui dépend des champs eux-mêmes, des moments conjugués qui sont aussi des champs, et éventuellement des coordonnées spatiales et temporelles elles-mêmes. Pour un champ scalaire φ(x, t), la densité hamiltonienne est définie à partir de la densité lagrangienne par
{\displaystyle {\mathcal {H}}(\phi ,\pi ,\mathbf {x} ,t)={\dot {\phi }}\pi -{\mathcal {L}}(\phi ,\nabla \phi ,\partial \phi /\partial t,\mathbf {x} ,t)\,.}
avec ∇ l' opérateur "del" ou "nabla", x est le vecteur de position d'un point dans l'espace, et t est le temps. La densité lagrangienne est une fonction des champs du système, de leurs dérivées spatiales et temporelles, et éventuellement des coordonnées spatio-temporelles elles-mêmes. C'est l'analogue pour les champs de la fonction lagrangienne pour un système de particules discrètes décrites par des coordonnées généralisées.
Comme en mécanique hamiltonienne, où chaque coordonnée généralisée a une impulsion généralisée correspondant, le champ φ(x, t) a un moment conjugué π(x, t) qui est un champ, défini comme la dérivée partielle de la densité lagrangienne par rapport à la dérivée temporelle du champ,
{\displaystyle \pi ={\frac {\partial {\mathcal {L}}}{\partial {\dot {\phi }}}}\,,\quad {\dot {\phi }}\equiv {\frac {\partial \phi }{\partial t}}\,,}
dans lequel {\displaystyle {\dot {\phi }}} désigne une dérivée temporelle partielle ∂/∂t, et non une dérivée totale temporelle d/dt .

### Plusieurs champs scalaires
Pour de nombreux champs φi(x, t) et leurs moments conjugués πi(x, t), la densité hamiltonienne est une fonction contenant toutes les variables ci-dessous:
{\displaystyle {\mathcal {H}}(\phi _{1},\phi _{2},\ldots ,\pi _{1},\pi _{2},\ldots ,\mathbf {x} ,t)=\sum _{i}{\dot {\phi _{i}}}\pi _{i}-{\mathcal {L}}(\phi _{1},\phi _{2},\ldots \nabla \phi _{1},\nabla \phi _{2},\ldots ,\partial \phi _{1}/\partial t,\partial \phi _{2}/\partial t,\ldots ,\mathbf {x} ,t)\,.}
où chaque champ conjugué est défini par rapport à son champ initial,
{\displaystyle \pi _{i}(\mathbf {x} ,t)={\frac {\partial {\mathcal {L}}}{\partial {\dot {\phi }}_{i}}}\,.}
En général, pour n'importe quel nombre de champs, l'intégrale de volume de la densité hamiltonienne {\displaystyle {\mathcal {H}}} définit l'hamiltonien {\displaystyle H}, en trois dimensions spatiales: 
{\displaystyle H=\int {\mathcal {H}}\ d^{3}x\,.}
La densité hamiltonienne est l'hamiltonien par unité de volume spatial. La dimension correspondante est [énergie] [longueur] -3, en unités SI joules par mètre cube, J m -3.

### Champs de tenseurs et de spineurs
Les équations et définitions ci-dessus peuvent être étendues aux champs de vecteurs et plus généralement aux champs de tenseurs et aux champs de spineurs. En physique, les champs tensoriels décrivent les bosons et les champs spinoriels décrivent les fermions.

## Équations de mouvement
Les équations de mouvement pour les champs (ou équations de champ hamiltoniens) sont similaires aux équations hamiltoniennes pour les particules discrètes. Pour n'importe quel nombre de champs: 
{\displaystyle {\dot {\phi }}_{i}=+{\frac {\delta {\mathcal {H}}}{\delta \pi _{i}}}\,,\quad {\dot {\pi }}_{i}=-{\frac {\delta {\mathcal {H}}}{\delta \phi _{i}}}\,,}
où à nouveau les variables à point sont des dérivées partielles du temps. De plus la dérivée fonctionnelle par rapport aux champs vaut
{\displaystyle {\frac {\delta }{\delta \phi _{i}}}={\frac {\partial }{\partial \phi _{i}}}-\nabla \cdot {\frac {\partial }{\partial (\nabla \phi _{i})}}-{\frac {\partial }{\partial t}}{\frac {\partial }{\partial (\partial \phi _{i}/\partial t)}}\,,}
avec · signifiant un produit scalaire. La dérivée fonctionnelle doit être utilisée ici au lieu de simples dérivées partielles. En notation d'indice tensoriel (en utilisant la convention de sommation d'Einstein), la dérivée fonctionnelle vaut
{\displaystyle {\frac {\delta }{\delta \phi _{i}}}={\frac {\partial }{\partial \phi _{i}}}-\partial _{\mu }{\frac {\partial }{\partial (\partial _{\mu }\phi _{i})}}}
où ∂μ est le quadrivecteur gradient.

## Espace de phase
Les champs φi et leurs conjugués πi forment un espace de phase de dimension infinie, car les champs ont un nombre infini de degrés de liberté.

## Crochet de Poisson
Pour deux fonctions qui dépendent des champs φi et πi, de leurs dérivées spatiales et des coordonnées spatio-temporelles,
{\displaystyle A=\int d^{3}x{\mathcal {A}}\left(\phi _{1},\phi _{2},\ldots ,\pi _{1},\pi _{2},\ldots ,\nabla \phi _{1},\nabla \phi _{2},\ldots ,\nabla \pi _{1},\nabla \pi _{2},\ldots ,\mathbf {x} ,t\right)\,,}
{\displaystyle B=\int d^{3}x{\mathcal {B}}\left(\phi _{1},\phi _{2},\ldots ,\pi _{1},\pi _{2},\ldots ,\nabla \phi _{1},\nabla \phi _{2},\ldots ,\nabla \pi _{1},\nabla \pi _{2},\ldots ,\mathbf {x} ,t\right)\,,}
et dont les champs sont nuls à la surface du volume où les intégrales sont prises en charge, le crochet de Poisson théorique de champ est défini comme (à ne pas confondre avec le commutateur de la mécanique quantique).
{\displaystyle [A,B]_{\phi ,\pi }=\int d^{3}x\sum _{i}\left({\frac {\delta {\mathcal {A}}}{\delta \phi _{i}}}{\frac {\delta {\mathcal {B}}}{\delta \pi _{i}}}-{\frac {\delta {\mathcal {B}}}{\delta \phi _{i}}}{\frac {\delta {\mathcal {A}}}{\delta \pi _{i}}}\right)\,,}
où {\displaystyle \delta {\mathcal {F}}/\delta f} est la dérivée variationnelle
{\displaystyle {\frac {\delta {\mathcal {F}}}{\delta f}}={\frac {\partial {\mathcal {F}}}{\partial f}}-\sum _{i}\nabla _{i}{\frac {\partial {\mathcal {F}}}{\partial (\nabla _{i}f)}}\,.}
Dans les mêmes conditions de champs valant zéro en surface, le résultat suivant est valable pour l'évolution temporelle de A (de même pour B ):
{\displaystyle {\frac {dA}{dt}}=[A,H]+{\frac {\partial A}{\partial t}}}
qui peut être trouvée à partir de la dérivée temporelle totale de A, par intégration par parties, et en utilisant le crochet de Poisson ci-dessus.

## Indépendance temporelle explicite
Les résultats suivants sont vrais si les densités lagrangiennes et hamiltoniennes sont explicitement indépendantes du temps (elles peuvent encore avoir une dépendance temporelle implicite via les champs et leurs dérivées),

### Densités d'énergie cinétique et potentielle
La densité hamiltonienne est la densité d'énergie totale, la somme de la densité d'énergie cinétique ( {\displaystyle {\mathcal {T}}} ) et la densité d'énergie potentielle ( {\displaystyle {\mathcal {V}}} ),
{\displaystyle {\mathcal {H}}={\mathcal {T}}+{\mathcal {V}}\,.}

### Équation de continuité
En prenant la dérivée partielle de temps de la définition de la densité hamiltonienne ci-dessus, et en utilisant la règle de chaîne pour la différenciation de fonction implicite et la définition du champ du moment conjugué, on obtient l'équation de continuité :
{\displaystyle {\frac {\partial {\mathcal {H}}}{\partial t}}+\nabla \cdot \mathbf {S} =0}
dans laquelle la densité hamiltonienne peut être interprétée comme la densité d'énergie, et
{\displaystyle \mathbf {S} ={\frac {\partial {\mathcal {L}}}{\partial (\nabla \phi )}}{\frac {\partial \phi }{\partial t}}}
est le flux d'énergie, ou flux d'énergie par unité de temps par unité de surface.

## Théorie des champs relativistes
La théorie des champs hamiltoniens covariants est la formulation relativiste de la théorie des champs hamiltoniens.
La théorie des champs hamiltoniens signifie généralement que le formalisme hamiltonien symplectique, lorsqu'il est appliqué à la théorie des champs classique, prend la forme du formalisme hamiltonien instantané sur un espace de phase de dimension infinie, et où les coordonnées généralisées sont des fonctions de champ à un instant donné. Ce formalisme hamiltonien est appliqué à la quantification des champs, par exemple dans la théorie de la jauge quantique. Dans la théorie des champs hamiltoniens covariants, les moments canoniques p μ i correspondent aux dérivées des champs par rapport à toutes les coordonnées de x μ .  Les équations de Hamilton covariantes sont équivalentes aux équations d'Euler-Lagrange dans le cas des lagrangiens hyperréguliers. La théorie des champs hamiltoniens covariants est développée dans les variantes de Hamilton – De Donder, polysymplectique, multisymplectique  et k -symplectique . Un espace de phase de la théorie des champs hamiltoniens covariants est une variété polysymplectique ou multisymplectique de dimension finie.
La mécanique hamiltonienne non autonome est formulée comme la théorie des champs hamiltoniens covariants sur les faisceaux de fibres sur l'axe du temps, c'est-à-dire la droite réelle ℝ.

## Voir également
- Mécanique analytique
- Théorie de De Donder–Weyl
- Quadrivecteur
- Quantification canonique
- Mécanique hamiltonienne des fluides
- Théorie classique des champs covariants
- Variété symplectique
- Mécanique non-autonome

## Citations
1. ↑  Greiner et Reinhardt 1996, Chapter 2
2. ↑  Gotay, M., A multisymplectic framework for classical field theory and the calculus of variations. II. Space + time decomposition, in "Mechanics, Analysis and Geometry: 200 Years after Lagrange" (North Holland, 1991).
3. ↑  Krupkova, O., Hamiltonian field theory, J. Geom. Phys. 43 (2002) 93.
4. ↑  Echeverria-Enriquez, A., Munos-Lecanda, M., Roman-Roy, N., Geometry of multisymplectic Hamiltonian first-order field theories, J. Math. Phys. 41 (2002) 7402.
5. ↑  Rey, A., Roman-Roy, N. Saldago, M., Gunther's formalism (k-symplectic formalism) in classical field theory: Skinner-Rusk approach and the evolution operator, J. Math. Phys. 46 (2005) 052901.